# 萱野 (箕面市)
萱野（かやの）は、大阪府箕面市の町名。現行行政地名は萱野一丁目から萱野五丁目。

## 地理
大阪府箕面市南部「北部大阪都市計画事業萱野中央特定土地区画整理事業」により、メインの商業施設であるみのおキューズモール（旧:箕面マーケットパークvisola）が2003年に完成してからは、当地はかやの中央とひらがなで表記されることもある。

## 歴史
近世の豊島郡芝村にあたり、中世以来萱野郷の中心となった村である。萱野三平（重実;「仮名手本忠臣蔵」の早野勘平のモデル）は当村の出身で、萱野三平旧邸が現存する。
1889年の町村制施行では芝村他9ヶ村合併により発足した萱野村の大字となり、その後も箕面町、箕面市の大字だったが、1985年の住居表示実施の際に芝から萱野に変更された。
このため、萱野は旧萱野村域を指す広域地名でもあり、その場合は現行行政地名の船場西、船場東、稲、坊島、西宿、今宮、石丸、白島、如意谷地区等も含まれる。

## 世帯数と人口
2020年（令和2年）4月30日現在（箕面市発表）の世帯数と人口は以下の通りである。
| 丁目       | 世帯数    | 人口    |
| ---------- | --------- | ------- |
| 萱野一丁目 | 523世帯   | 1,084人 |
| 萱野二丁目 | 254世帯   | 455人   |
| 萱野三丁目 | 84世帯    | 245人   |
| 萱野四丁目 | 49世帯    | 130人   |
| 萱野五丁目 | 195世帯   | 525人   |
| 計         | 1,105世帯 | 2,439人 |

### 人口の変遷
国勢調査による人口の推移。
| 1995年（平成7年）  | 2,524人 | [ 9 ]  |  |
| 2000年（平成12年） | 2,455人 | [ 10 ] |  |
| 2005年（平成17年） | 2,232人 | [ 11 ] |  |
| 2010年（平成22年） | 2,157人 | [ 12 ] |  |
| 2015年（平成27年） | 2,296人 | [ 13 ] |  |

### 世帯数の変遷
国勢調査による世帯数の推移。
| 1995年（平成7年）  | 895世帯 | [ 9 ]  |  |
| 2000年（平成12年） | 955世帯 | [ 10 ] |  |
| 2005年（平成17年） | 872世帯 | [ 11 ] |  |
| 2010年（平成22年） | 932世帯 | [ 12 ] |  |
| 2015年（平成27年） | 992世帯 | [ 13 ] |  |

## 学区
市立小・中学校に通う場合、学区は以下の通りとなる（2014年6月時点）。
| 丁目       | 番・番地等      | 小学校             | 中学校             |
| ---------- | --------------- | ------------------ | ------------------ |
| 萱野一丁目 | 全域            | 箕面市立萱野小学校 | 箕面市立第二中学校 |
| 萱野二丁目 | 全域            | 箕面市立萱野小学校 | 箕面市立第二中学校 |
| 萱野三丁目 | 全域            | 箕面市立萱野小学校 | 箕面市立第二中学校 |
| 萱野四丁目 | 1～8番 10番以降 | 箕面市立萱野小学校 | 箕面市立第二中学校 |
| 萱野四丁目 | 9番             | 箕面市立萱野小学校 | 箕面市立第五中学校 |
| 萱野五丁目 | 全域            | 箕面市立萱野小学校 | 箕面市立第五中学校 |

## 事業所
2016年（平成28年）現在の経済センサス調査による事業所数と従業員数は以下の通りである。
| 丁目       | 事業所数  | 従業員数 |
| ---------- | --------- | -------- |
| 萱野一丁目 | 24事業所  | 255人    |
| 萱野二丁目 | 22事業所  | 158人    |
| 萱野三丁目 | 13事業所  | 109人    |
| 萱野四丁目 | 35事業所  | 548人    |
| 萱野五丁目 | 19事業所  | 522人    |
| 計         | 113事業所 | 1,592人  |

## 交通
国道171号と国道423号（新御堂筋）が交差する交通の要衝である。北大阪急行電鉄南北線を千里中央駅から延伸させ、新たな始点・終点駅として箕面萱野駅を設置する計画があり、2024年3月23日に開業した（北大阪急行電鉄#歴史を参照）。

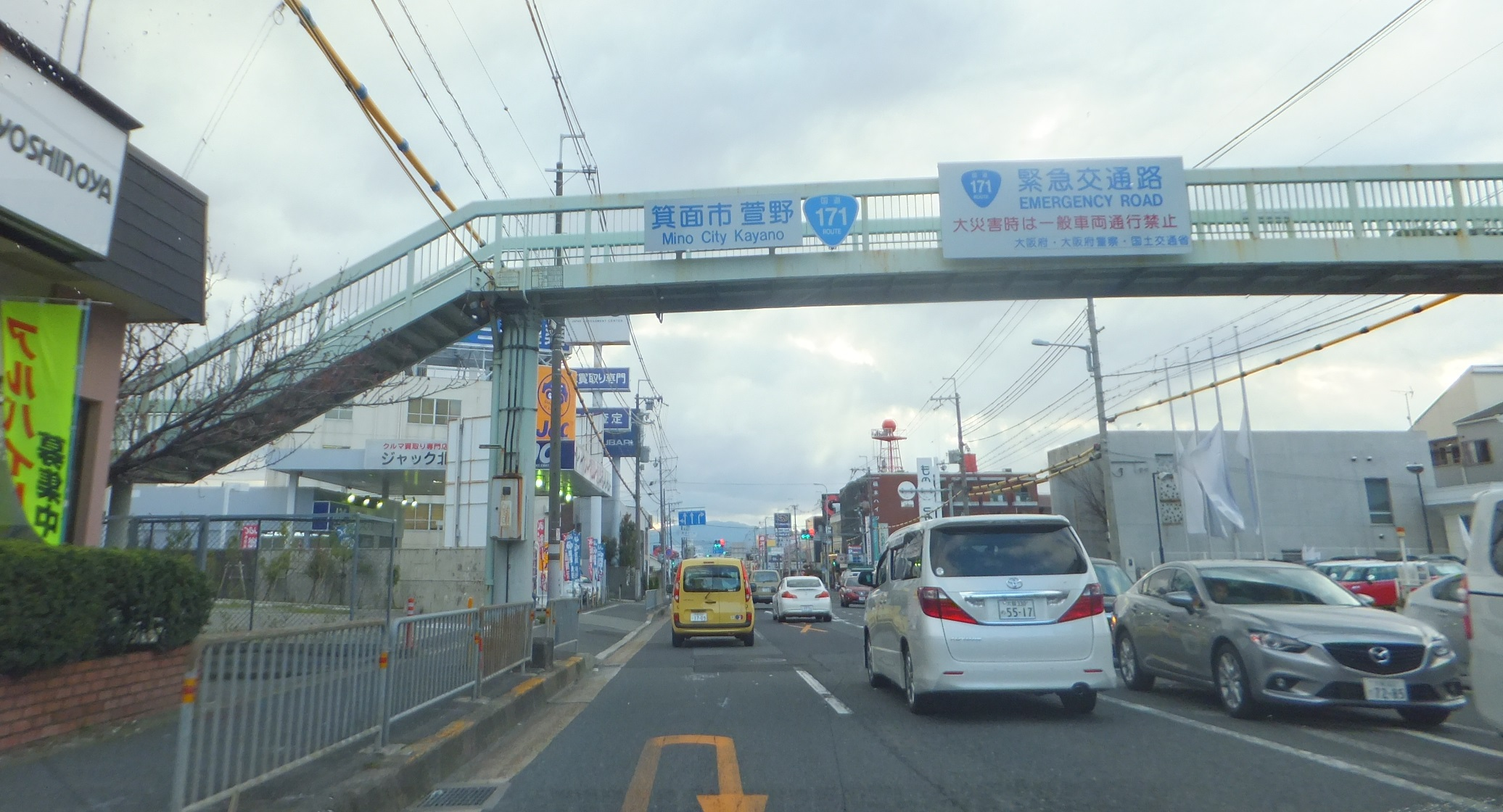
国道171号 萱野4丁目で撮影
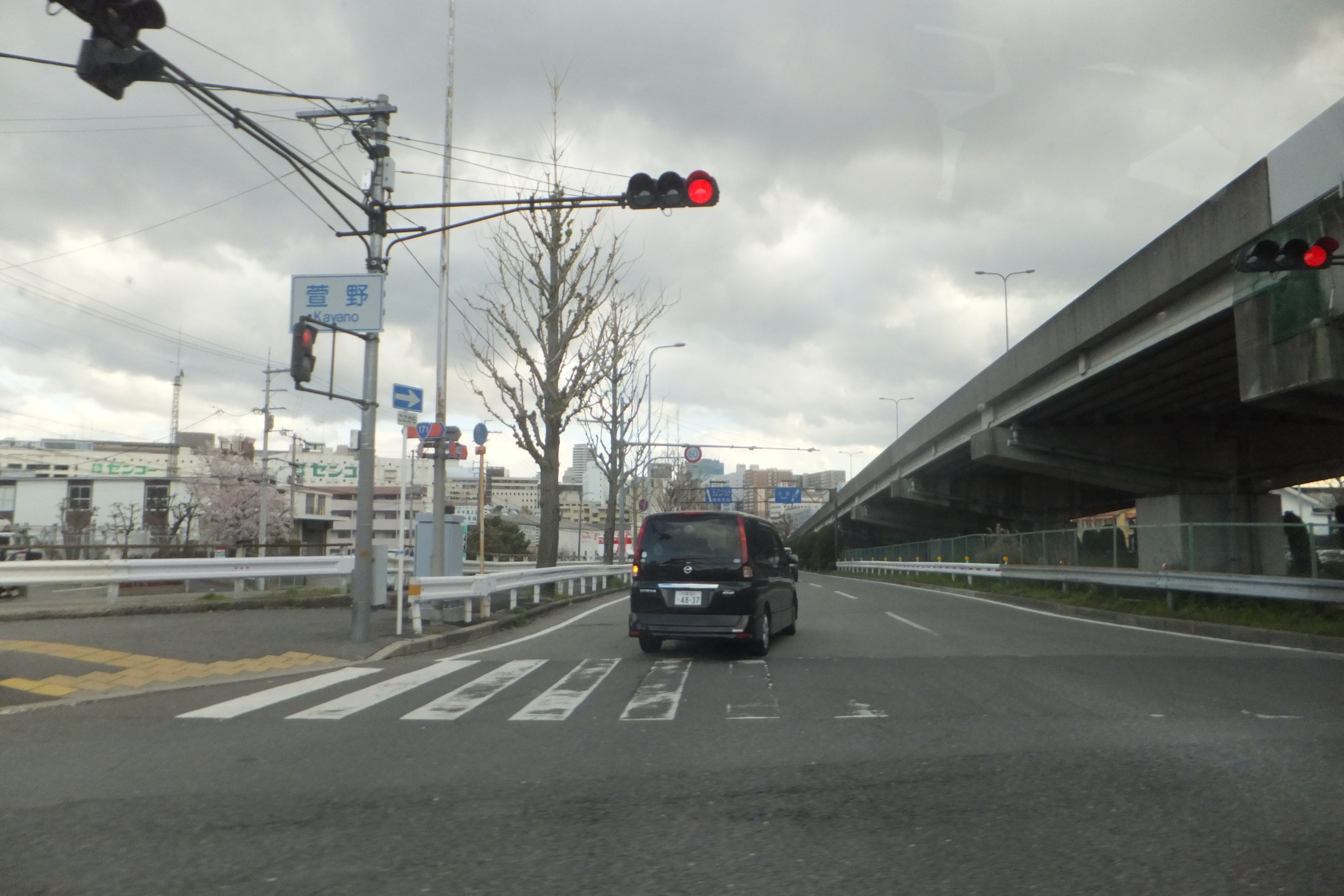
国道423号 萱野4丁目で撮影

## その他

### 日本郵便
- 郵便番号 : 562-0014[3]（集配局：箕面郵便局[16]）。